# Sedum salazarii
Sedum salazarii är en fetbladsväxtart som beskrevs av J.Reyes, O.González. Sedum salazarii ingår i Fetknoppssläktet som ingår i familjen fetbladsväxter. Inga underarter finns listade i Catalogue of Life.